# Hromadinka švábí
Hromadinka švábí (Gregarina blattarum) je prvok parazitující ve střevě švábů. Vyskytuje se hojně a na celém světě. Vegetativní stadium hromadinky, trofozoit, má tělo rozčleněné do tří oddílů, epimeritu, protomeritu a deuteromeritu, ve kterém je buněčné jádro. Epimerit je vnořený do buňky střevní výstelky švába. Volní trofozoiti, tzv. sporonti, měří 500–1100 μm. Sporonti se účastní pohlavního rozmnožování – dva jedinci se přikládají k sobě a konjugují za vzniku sporocysty, ve které vzniknou spory, ve kterých se dále vyvíjejí sporozoiti. Spory jsou infekční, odcházejí s trusem švába do vnějšího prostředí. Životní cyklus je přímý, po pozření spory jiným švábem se v jeho trávicí trubici ze spory uvolní sporozoiti, zanoří se do sliznice, vzniknou z nich trofozoiti a cyklus se opakuje.
Během zimních měsíců může být až 30 % švábů nakaženo 30 a více sporocystami. Kvůli snadné dostupnosti hostitele a velkému rozšíření v populaci švábů je hromadinka švábí ideálním druhem při výzkumu hromadinek obecně.